# Haldensee
Der Haldensee ist ein 1124 m ü. A. hoch gelegener, 73 Hektar großer See im Tannheimer Tal zwischen Grän und Nesselwängle im österreichischen Bundesland Tirol.

## Geographie
Der Haldensee liegt rund 1 km westlich der Talwasserscheide zwischen Vils und Lech und nimmt die gesamte Breite des Talbodens ein. Dementsprechend fallen die Ufer im Norden und Süden steil ab, während sie im Osten und Westen relativ flach sind. Abfluss ist im Westen die Berger Ache zur Vils, Hauptzuflüsse sind der Gessenbach im Südosten und der Strindenbach im Südwesten. Nahe dem Westufer liegt das gleichnamige Dorf Haldensee (Gemeinde Grän), am nordöstlichen Ende das zur Gemeinde Nesselwängle gehörende Dorf Haller. Am Nordufer führt die Tannheimer Straße (B 199) entlang.

## Hydrologie
Das natürliche Einzugsgebiet des Haldensees beträgt 12 km². Es besteht überwiegend aus Wäldern und naturnahen Flächen (89,5 %). 3,7 % werden landwirtschaftlich genutzt und 6,8 % sind Wasserflächen. Der mittlere Abfluss beträgt 0,46 m³/s, die (theoretische) Wassererneuerungszeit 0,7 Jahre. Die durchschnittliche Wassertemperatur beträgt im Jänner 1,2 °C, im Juli 18,5 °C, sie kann im Sommer bis auf 26 °C steigen. Von Jänner bis März ist der See regelmäßig vereist.

## Ökologie
Der Haldensee ist ein nährstoffarmes Gewässer in einem stabilen oligotrophen Grundzustand. Die Sichttiefe beträgt im Mittel 4,6 m (1992–2009). Der ökologische Gesamtzustand wird als sehr gut, die Badewasserqualität wurde 2014 als ausgezeichnet bewertet.
Die flachen Uferzonen sind mit Wasserpflanzen wie Armleuchteralgen, Laichkräutern oder Tannenwedel bedeckt. Im Südosten um die Mündung des Gessenbachs hat sich eine Verlandungszone mit Schilfgürtel gebildet.
Zu den im Haldensee vorkommenden Fischarten zählen Aitel, Flussbarsch, Hecht, Karpfen, Renken, Rotauge und Schleie. Am Südufer des Haldensees findet sich eines von nur zwei Steinkrebs-Vorkommen Tirols, das aber möglicherweise nicht natürlichen Ursprungs, sondern auf einen künstlichen Besatz zurückzuführen ist.
Insbesondere der Schilfgürtel im Südosten dient als Rast- und Überwinterungsstätte für Wasservögel wie Blessralle, Zwergtaucher und Haubentaucher. Von den genannten Arten sowie von Stockente, Gänsesäger und Schwarzhalstaucher sind auch Brutvorkommen bekannt.

## Nutzung
Der See ist ein beliebtes Ziel für Erholung und Freizeitgestaltung und wird unter anderem zum Baden und Angeln genutzt. An seinem Ufer befinden sich zwei Hotels sowie ein Strandbad mit Campingplatz. Während der See in den Wintermonaten vereist ist, kann er in West-Ost-Richtung auf einem markierten und gespurten Weg zu Fuß oder auf Skiern überquert werden.

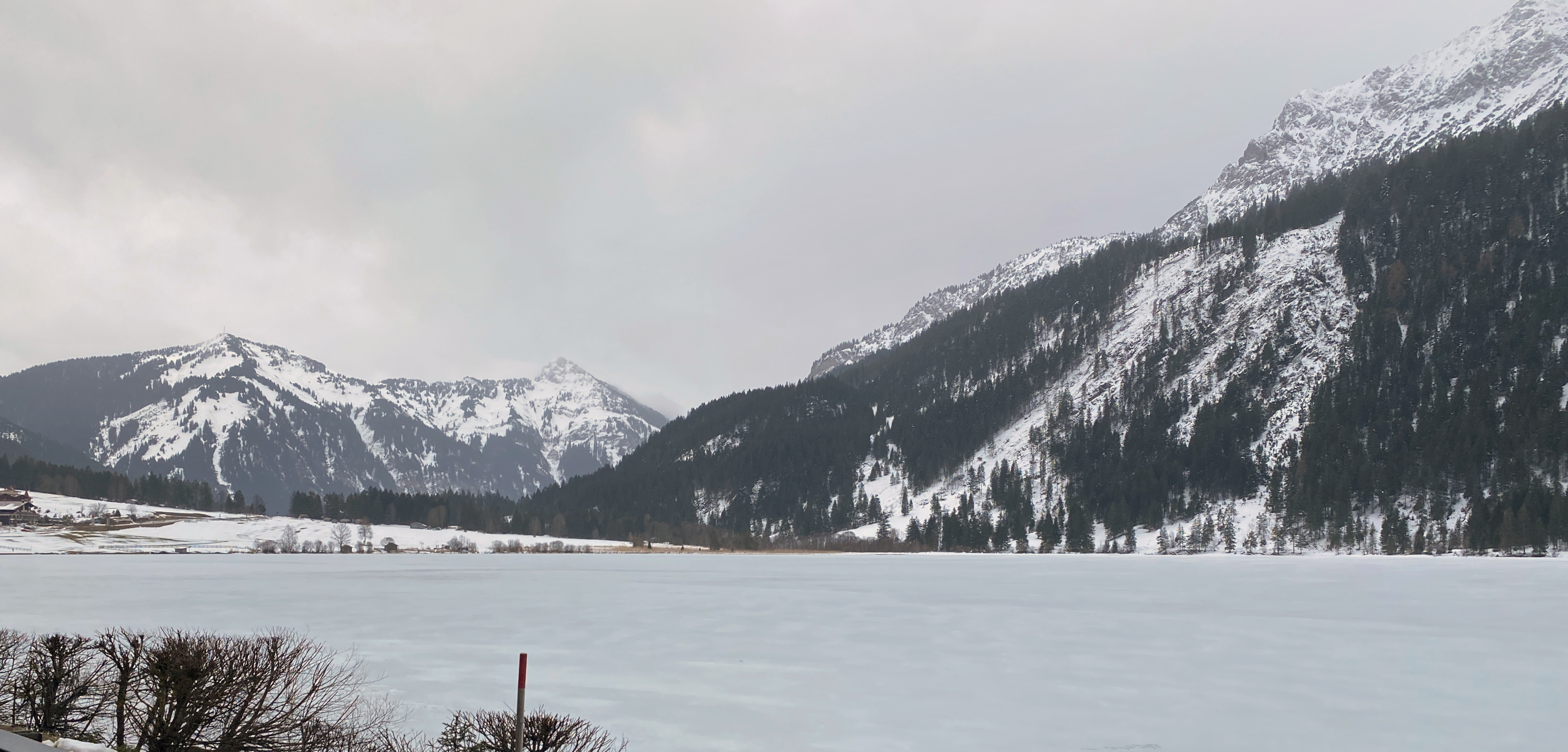
Der Haldensee bei Grän im Winter

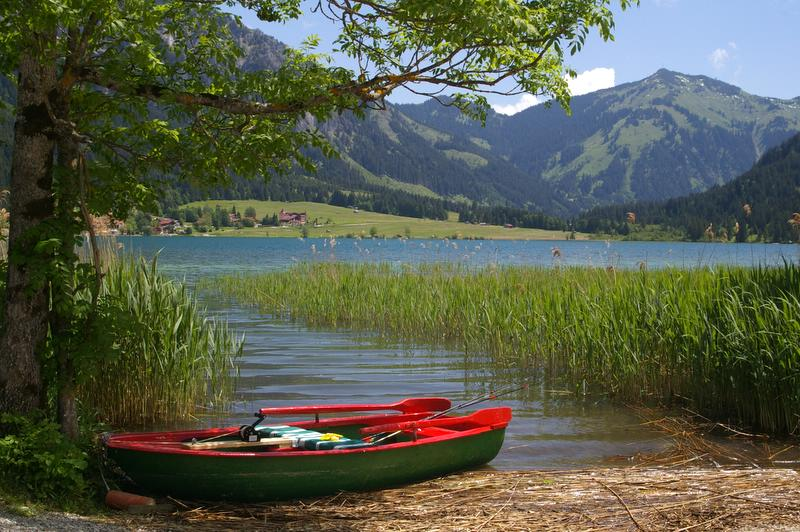
Am Seeufer

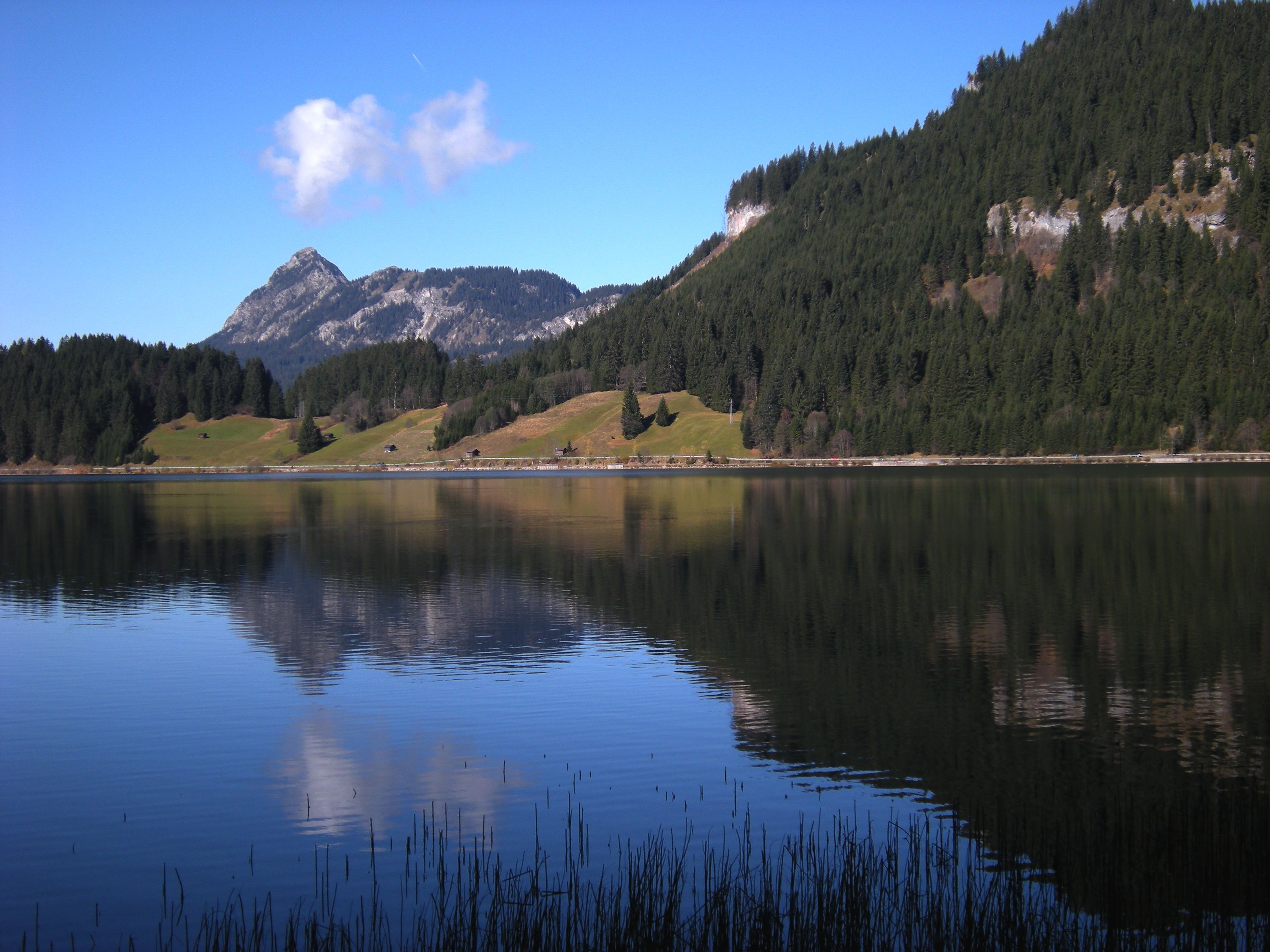
Haldensee mit Einstein im Hintergrund